# Barrett XM500
L'XM500 è un Fucile Anti-materiale Bullpup semi-automatico a recupero di gas prodotto dalla Barrett Firearms Company.